# Гра розуму
«Гра розуму» (англ. The Mind Game) — науково-фантастичний роман американського письменника Нормена Спінреда, вперше опублікований 1980 року. 

## Сюжет
Режисер Джек Веллер має щасливий шлюб з дружиною-актрисою Енні. подружжя прагне залишити свій слід у світі Голлівуду, беручи участь у всіляких зустрічах, щоб спробувати налагодити стосунки між режисерами та успішними продюсерами.
Одну із зустрічей, у яких вони беруть участь, організовують «Трансформаціоністи», — рух, який стверджує, що допомагає людям позбутися завалів, змінюючи їх життя. Весь рух заснований на науково-фантастичному романі Джона Стейнгардта «Людина-перетворення». Відзначений цією книгою, шанувальник наукової фантастики Бенсон Аллен закладає основу для клубу «трансформаціоналістів», який згодом Стейнгардт використовує як плацдарм для свого руху, чиї щупальця тепер поширюються по всьому світу.
Джек не звертає особливої уваги на рух, який він вважає ще одним способом обдурити людей, але Енні починає регулярно відвідувати збори і невдовзі повністю присвячує себе своїй «трансформації», йдучи з дому. Єдиний спосіб, яким Джек може дістатися до неї, — це приєднатися до руху. Підозрюючи, що трансформація заснована на перепрограмуванні мозку, він звертається до експерта зі стирання програм, Бейлора.
Незважаючи на його допомогу, зустрічі починають змінювати погляди Джека на життя. Окрім цього, його життя різко змінюється, коли він втрачає роботу. Трансформаційний рух подає йому руку допомоги, найнявши його як оператора, а потім як режисера для своїх рекламних фільмів. Компроміс, на який Джек має зважитися, — це жити в будівлі трансформаторів. Хоча він все ще зберігає свій аналітичний розум, йому вдається пройти всі випробування, створюючи враження, що трансформаційність веде його тим самим шляхом, яким він сам проводив інших новобранців.
Оскільки Енні все ще недоступна для нього, Джек спокушає дружину Стейнгардта, отримавши через неї вхідний квиток до штаб-квартири, де перебувають і письменник, і Енні. Тут він знаходить повністю перетворену Енні, віддану тілом і душею трансформаціоналізму, а також можливість стати багатим і відомим разом зі Стейнгардтом, який бачить у Джеку людину, якої дійсно потребує рух: незважаючи на зустрічі, які режисер відвідував, він залишився несприйнятливим до дурної пропаганди, але усвідомлював визвольний потенціал Трансформаціоналізму.
Розуміючи, що між ним та Енні все закінчилося, Джек відкидає пропозицію Стейнгардта, використовуючи як козир список контактів, яким він зміг би шантажувати його, якщо Стейнгардт спробує змусити його накласти на себе руки. Двоє досягають угоди: Стейнгардт відкриє «ворота», необхідні для його професійного просування, а Джек спокійно залишає Трансформаційний рух.

## Алюзії та посилання
Трансформаційний рух дуже схожий на ряд нинішніх квазірелігійних організацій, порівняння чітко представлене в романі: «Він смутно чув про трансформаціоналізм. Це був один із тих культів, які мали на меті підняти рівень свідомості, таких як Аріка, EST чи Саєнтологія, про які він мав погану й упереджену думку». Самі будівлі трансформаторів схожі на голлівудські саєнтологічні центри: «Трансформаційний центр Лос-Анджелеса розміщувався у колишньому голлівудському готелі неподалік бульвару Сансет і на захід від Кауенги, неподалік від студій. Восьмиповерхова будівля з побіленим бежевим фасадом і запиленим черепичним дахом, звичайний дешевий готель яких багато в цьому кварталі». 

## Відгуки
Грег Костікян зробив рецензію на «Гру розуму» в журналі «Арес» №6 і зазначив, що «це захоплюючий, напружений трилер, для якого ці ідеї утворюють складний фон».
Дейвід Прінґл опублікував рецензію на «Гру розуму» (як «Процес») для журналу «Imagine» і заявив, що «Це зла книга, сповнена амбіцій, розчарувань і зображень гарячого сексу. Вона переписана та занадто довга, як і всі романи Спінреда, але це неминучий удар».
Французький письменник-фантаст Аєрдаль зазначив, що «Гра розуму» були книгою, яка найбільше зачепила його: «Це твір, який водночас є науково-фантастичною, трилерною, перспективною і політичною рефлексією, таку як я хотів би бути в змозі написати».
Роман «Гра розуму» французькою фантастикознавицею Аннік Бегуїн було включено до переліку 100 найвидатніших науково-фантастичних книг (1981).